# IC 4105
IC 4105 ist eine elliptische Galaxie vom Hubble-Typ E0? im Sternbild Jagdhunde am Nordsternhimmel. Sie ist schätzungsweise 687 Millionen Lichtjahre von der Milchstraße entfernt und hat einen Durchmesser von etwa 60.000 Lj.
Das Objekt wurde am 21. März 1903 vom deutschen Astronomen Max Wolf entdeckt.